# Валле-Гермозо (Техас)
Валле-Гермозо (англ. Valle Hermoso) — переписна місцевість (CDP) в США, в окрузі Старр штату Техас. Населення — 93 особи (2020).

## Географія
Валле-Гермозо розташований за координатами 26°22′56″ пн. ш. 98°47′14″ зх. д. / 26.38222° пн. ш. 98.78722° зх. д. (26.382268, -98.787117).  За даними Бюро перепису населення США в 2010 році переписна місцевість мала площу 1,41 км², уся площа — суходіл.